# John Miller (Politiker, 1781)
John Miller (* 25. November 1781 bei Martinsburg, Virginia; † 18. März 1846 in Florissant, Missouri) war ein US-amerikanischer Politiker und von 1826 bis 1832 der vierte Gouverneur des Bundesstaates Missouri.

## Frühe Jahre und politischer Aufstieg
John Miller, der im heutigen West Virginia geboren wurde, besuchte die örtlichen Schulen seiner Heimat. Im Jahr 1803 zog er nach Steubenville im Bundesstaat Ohio, wo er zwei Zeitungen herausgab bzw. verlegte. Während des Krieges von 1812 diente er in der US-Armee zunächst als Oberstleutnant, später als Oberst der Infanterie. Miller blieb bis 1818 in der Armee.
Seit 1818 war Miller in Franklin (Missouri) ansässig. Zwischen 1818 und 1825 war er Registrierungsbeamter bei der dortigen Landbehörde. Nach dem Tod von Gouverneur Frederick Bates am 4. August 1825 wurden in Missouri Gouverneursneuwahlen ausgeschrieben, die Miller mit einem Stimmenanteil von 48,4 Prozent gewann.

## Gouverneur und Kongressabgeordneter
Miller trat sein neues Amt am 20. Januar 1826 an. Er löste Abraham J. Williams ab, der das Amt des Gouverneurs als Senatspräsident seit dem Tod von Gouverneur Bates verfassungsgemäß bekleidet hatte. Die Wahl von 1825 berechtigte Miller nur zur Beendigung der Amtszeit von Bates. Im Jahr 1827 schaffte er es aber, in eine reguläre vierjährige Amtszeit gewählt zu werden, womit er insgesamt fast sechs Jahre bis zum 19. November 1832 im Amt bleiben konnte. Seine Amtszeit war von einer florierenden Wirtschaft gekennzeichnet. In der Haushaltspolitik war der Gouverneur durch Ausgabenkürzungen sparsam.
Miller war Mitglied der Demokratischen Partei von Präsident Andrew Jackson. Zwischen 1837 und 1843 vertrat er seinen Staat im US-Repräsentantenhaus in Washington. Im Jahr 1842 verzichtete er auf eine erneute Kandidatur.